# Nikołaj Ignatow (wicepremier)
Nikołaj Grigorjewicz Ignatow (ros. Никола́й Григо́рьевич Игна́тов, ur. 3 maja?/16 maja 1901 w stanicy Tiszanskiej w Obwodzie Wojska Dońskiego, zm. 14 listopada 1966 w Moskwie) – radziecki polityk, przewodniczący Prezydium Rady Najwyższej Rosyjskiej FSRR w 1959 i w latach 1962–1966, Bohater Pracy Socjalistycznej (1961).

## Życiorys
Od grudnia 1917 w Czerwonej Gwardii, potem w Armii Czerwonej. Od 1921 w Czece w rejonie Donu, od 1923 w Azji Środkowej; następnie do 1932 w OGPU. Od 1924 w RKP(b), 1934 ukończył kursy marksizmu-leninizmu przy KC WKP(b). Od 1934 sekretarz komitetu fabrycznego w Leningradzie, od 1938 I sekretarz Komitetu Obwodowego WKP(b) w Kujbyszewie, w latach 1939–1941 kandydat na członka KC WKP(b), następnie kierownik wydziału, potem II sekretarz i od lipca 1944 do listopada 1948 I sekretarz Komitetu Obwodowego WKP(b) w Orle, od marca 1949 do października 1952 I sekretarz Krasnodarskiego Krajowego Komitetu WKP(b), od 14 października 1952 do śmierci członek KC KPZR (równocześnie od 16 października 1952 do 5 marca 1953 sekretarz KC i zastępca członka Prezydium KC KPZR), od 12 grudnia 1952 do 15 marca 1953 minister bez teki ZSRR. Od 1 kwietnia do 25 listopada 1953 I sekretarz Komitetu Miejskiego i równocześnie II sekretarz Komitetu Obwodowego KPZR w Leningradzie, następnie inspektor KC KPZR, od stycznia 1954 do października 1955 I sekretarz Komitetu Obwodowego KPZR w Woroneżu, od 26 października 1955 do 23 grudnia 1957 I sekretarz Komitetu Obwodowego KPZR w Gorkim, od 29 czerwca 1957 do 17 października 1961 członek Prezydium KC KPZR. Od 16 kwietnia do 26 listopada 1959 i ponownie od 20 grudnia 1962 do śmierci przewodniczący Prezydium Rady Najwyższej Rosyjskiej FSRR. Od 4 maja 1960 do 26 grudnia 1962 zastępca przewodniczącego Rady Ministrów ZSRR. W 1964 brał aktywny udział w odsunięciu Chruszczowa od władzy. Deputowany do Rady Najwyższej ZSRR od 1 do 7 kadencji. 
Pochowany na cmentarzu przy Murze Kremlowskim.

## Odznaczenia
- Medal Sierp i Młot Bohatera Pracy Socjalistycznej (1961)
- Order Lenina (dwukrotnie)
- Order Czerwonego Sztandaru Pracy
- Order Wojny Ojczyźnianej I klasy